# مارغريت تشو
مارغريت موران تشو (بالإنجليزية: Margaret Moran Cho)‏ وهي ممثلة وكوميدية ومغنية وكاتبة أغاني ومصممة أزياء أمريكية ولدت في يوم 5 ديسمبر 1968 في مدينة سان فرانسيسكو في كاليفورنيا في الولايات المتحدة، وتشو معروفة بالستاند أب كوميدي وبانتقاداتها في المشاكل الاجتماعية والسياسية وخصوصاً عن الإستمرارية البشرية والعلاقات الجنسية الإنسانية، وكذلك قامت بتصميم الأزياء وبإخراج الكليبات الموسيقية وفازت بعدة جوائز، وهي امرأة نصف آسيوية ومزدوجة الميول.

## روابط خارجية
- مارغريت تشو على موقع IMDb (الإنجليزية)
- مارغريت تشو على موقع روتن توميتوز (الإنجليزية)
- مارغريت تشو على موقع ألو سيني (الفرنسية)
- مارغريت تشو على موقع ميوزك برينز (الإنجليزية)
- مارغريت تشو على موقع أول موفي (الإنجليزية)
- مارغريت تشو على موقع قاعدة بيانات الأفلام السويدية (السويدية)
- مارغريت تشو على موقع إن إن دي بي (الإنجليزية)
- مارغريت تشو على موقع ديسكوغز (الإنجليزية)
- مارغريت تشو على موقع قاعدة بيانات الفيلم (الإنجليزية)
- مارغريت تشو على موقع كينوبويسك (الروسية)